# Nisyros
Nisyros (druhý pád Nisyru) (řecky Νίσυρος) je řecký sopečný ostrov v souostroví Dodekanés. Nachází se mezi ostrovy Kós a Tilos. Rozloha ostrova je 41,26 km² a stálých obyvatel k roku 2011 měl 987. Nejvyšší horou je Profitis Ilias s nadmořskou výškou 698 m. Ostrov je znám hlavně svým tradičním nápojem - soumada, což je sladký nealkoholický nápoj s příchutí mandlí. V hlavním městě Mandraki je přístav, odkud vyplouvají trajekty na ostrovy Kós a Rhodos, starověká pevnost Paleokastro, ve které se nachází mužský klášter zasvěcený Panně Marii a muzeum populárního umění. Ve městě Paloi jsou Hipokratovy lázně a vesnička Emporeios se pyšní svým nádherným výhledem do sopky.

## Obyvatelstvo
V roce 2011 žilo v obci 1008 obyvatel, z čehož připadalo na hlavní ostrov 987 a na ostrůvek Gyali 21. Zbývající ostrůvky (Agios Antonios, Kandelioussa, Pacheia, Pergoussa a Strogyli) náležející k obci byly neobydlené. Hlavním a největším městem ostrova je Mandraki a tvoří také jednu z jeho tří komunit obce Nisyros. Obecní jednotky se dále skládají z komunit a ty z jednotlivých sídel, tj. měst a vesnic. V závorkách je uveden počet obyvatel obecních jednotek, komunit a sídel.
- Obecní jednotka a obec Nisyros (1008).
  - Komunita Emporeios (266) — Agios Antonios (0), Emporeios (27), Paloi (239), Strogyli (0).
  - Komunita Mandraki (681) — Gyali (21), Kandelioussa (0), Loutra (0), Mandraki (660).
  - Komunita Nikia (61) — Ailaki (0), Nikia (61), Pacheia (0), Pergoussa (0).

## Historie
Podle řecké mytologie, vznikl ostrov z kousku utržené pevniny z nedalekého ostrova Kós, který hodil Poseidon po obru Polivotovi, který chtěl uniknout. Z historického hlediska patřil ostrov Nisyros přechodně Peršanům, Atéňanům, Alexandru Velikému i Římu. Roku 1522 byl dobyt Turky, r. 1912 byl obsazen Italy a po 2. světové válce byl navrácen Řecku.

## Galerie

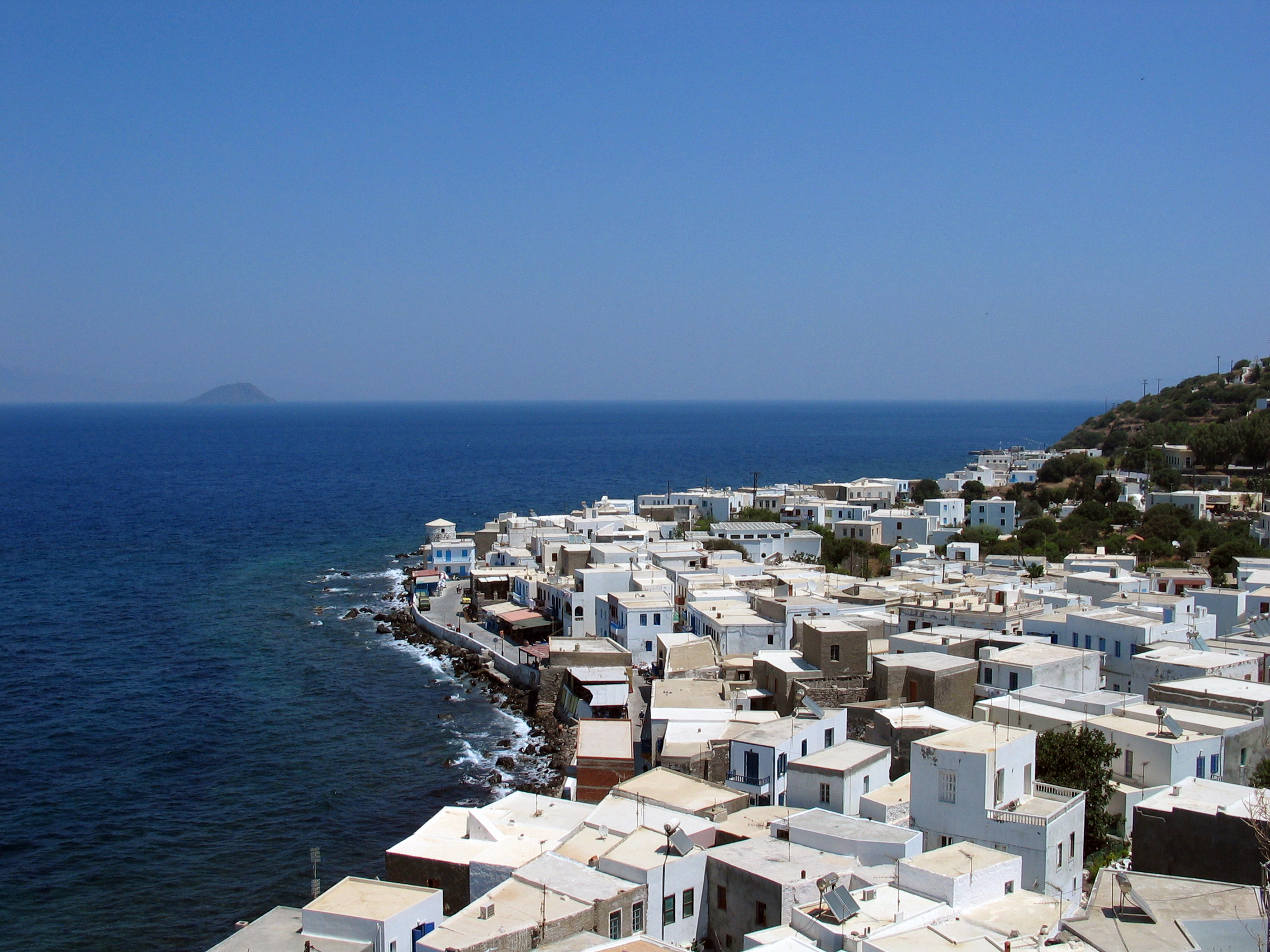
Město Mandraki
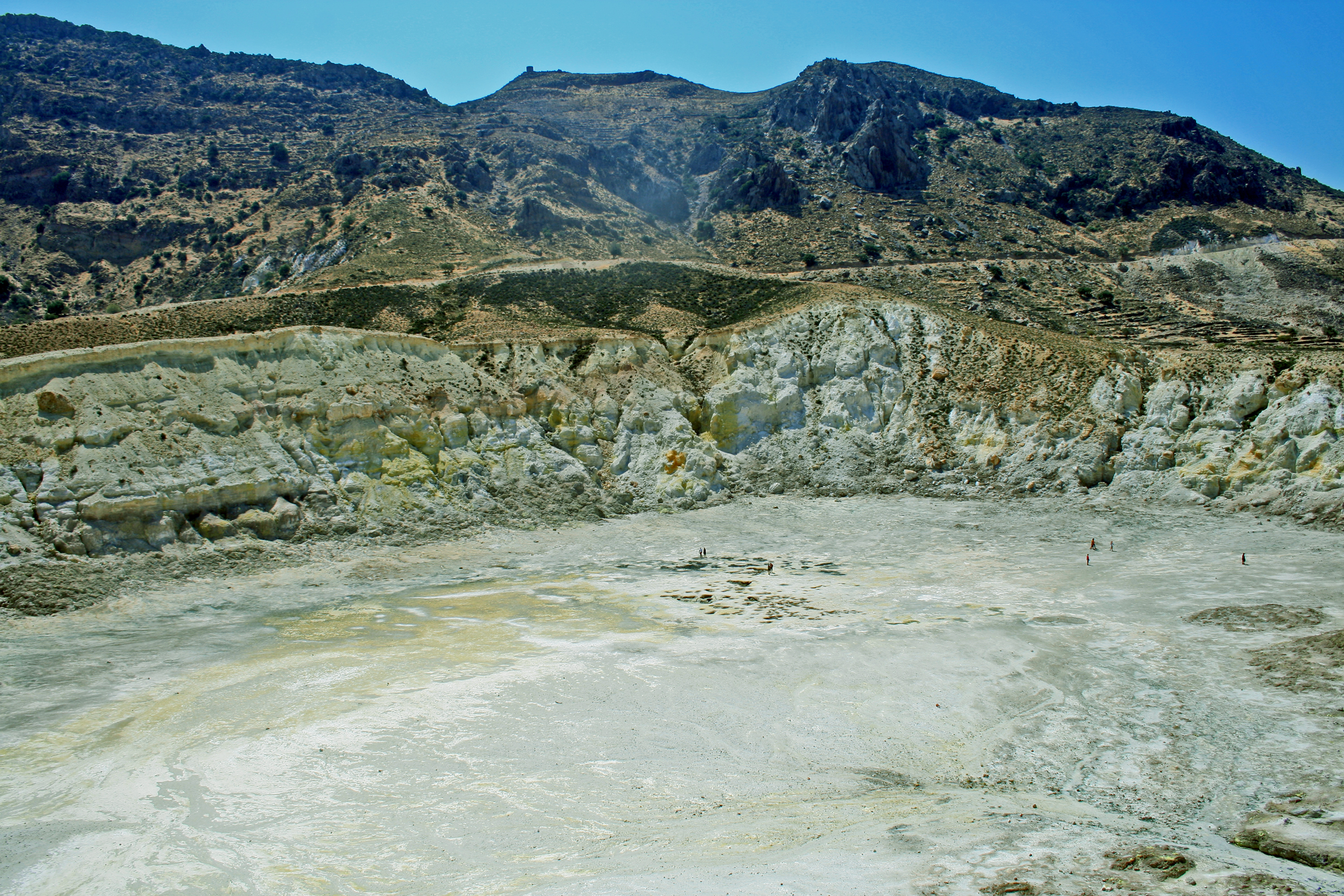
Kráter Stefanos
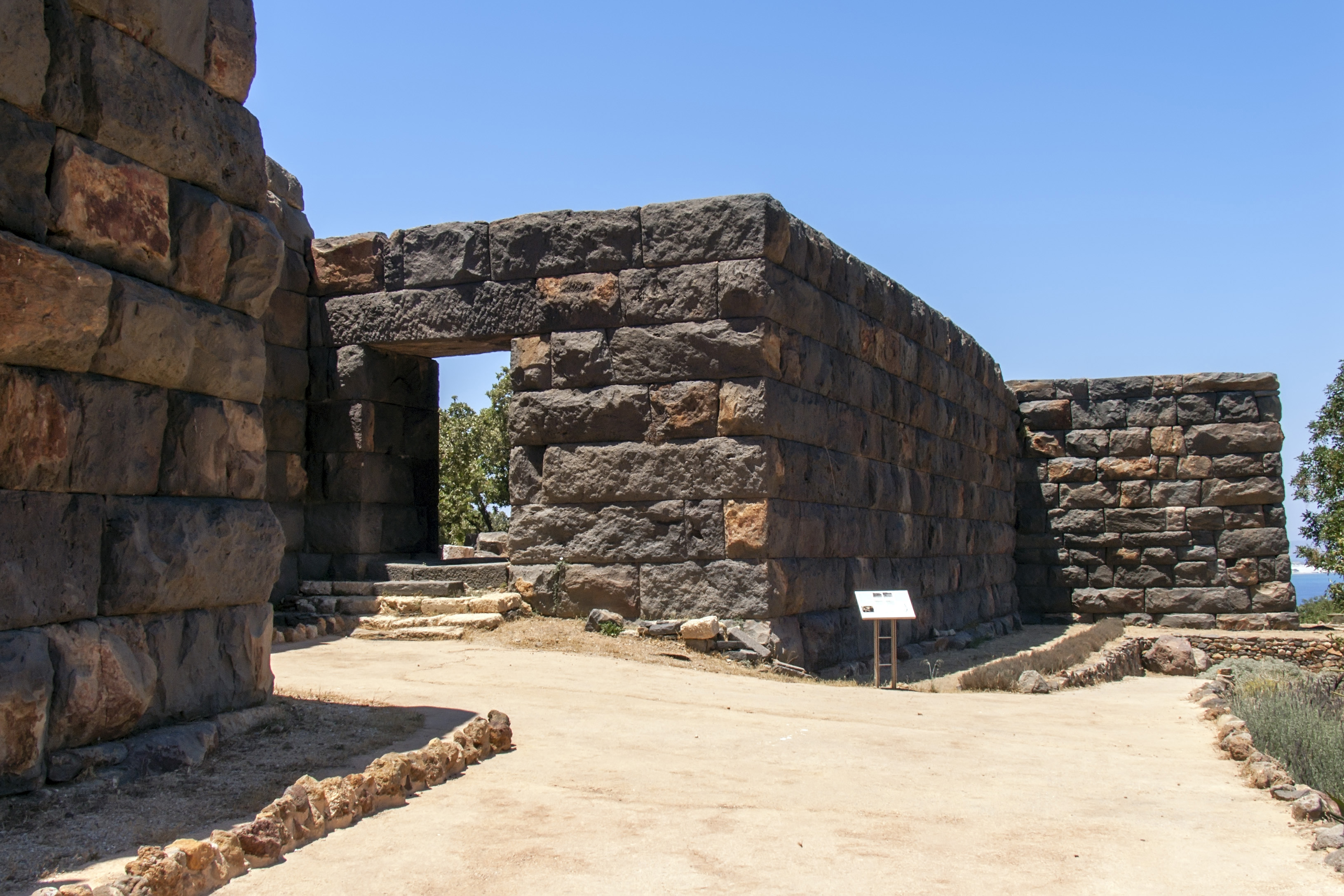
Paleokastro
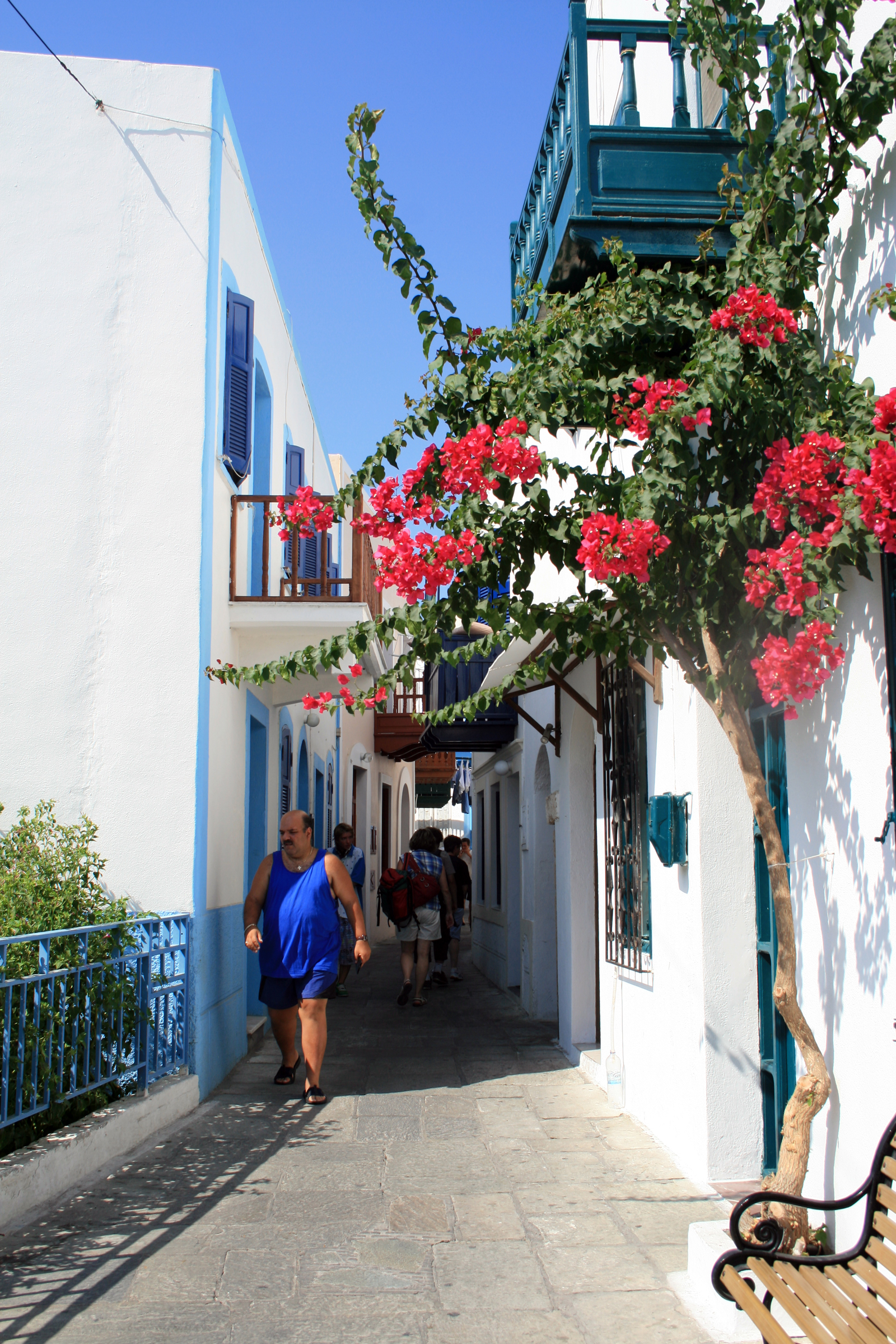
Ulice města Mandraki
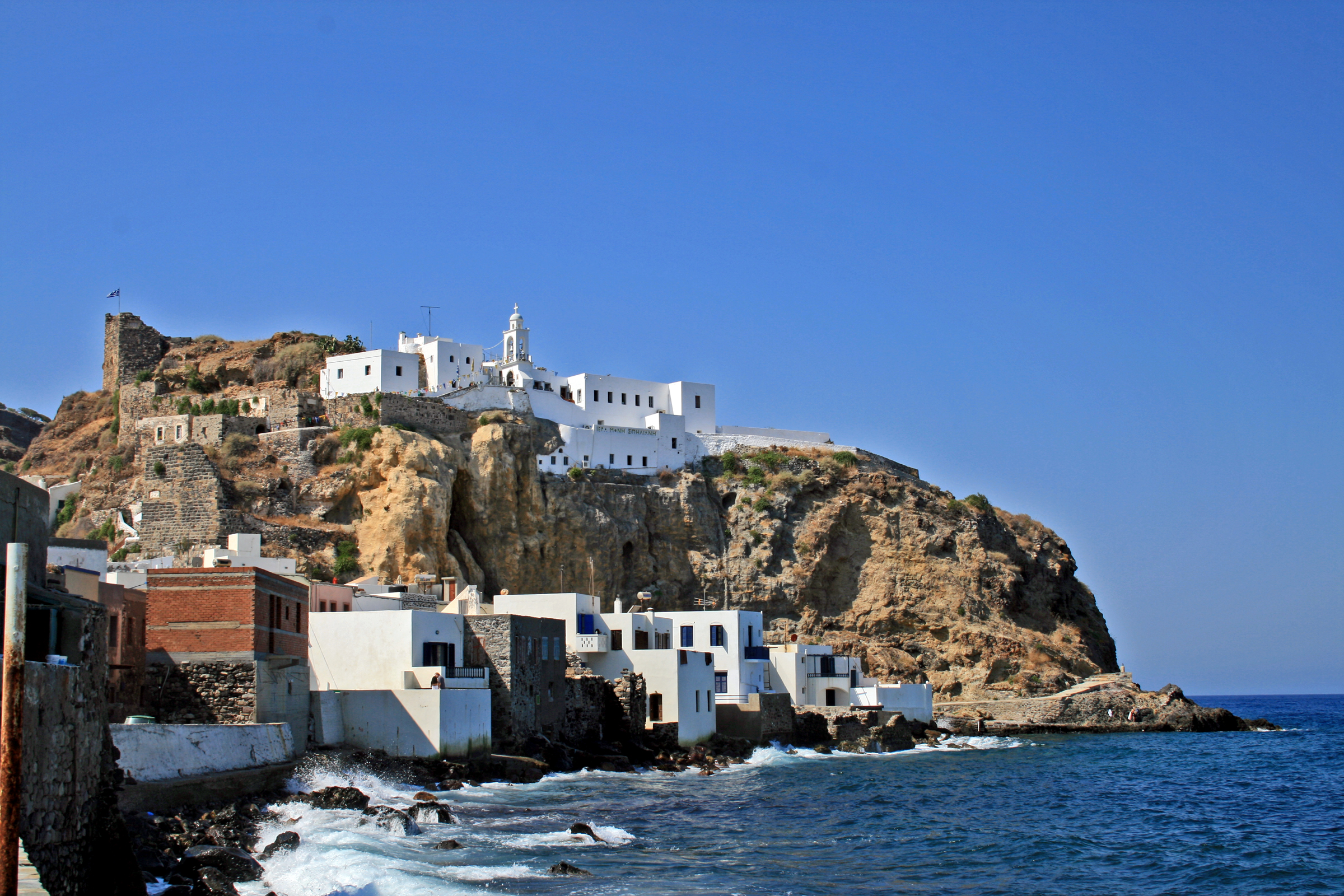
Klášter Panagia Spiliani nad Mandraki
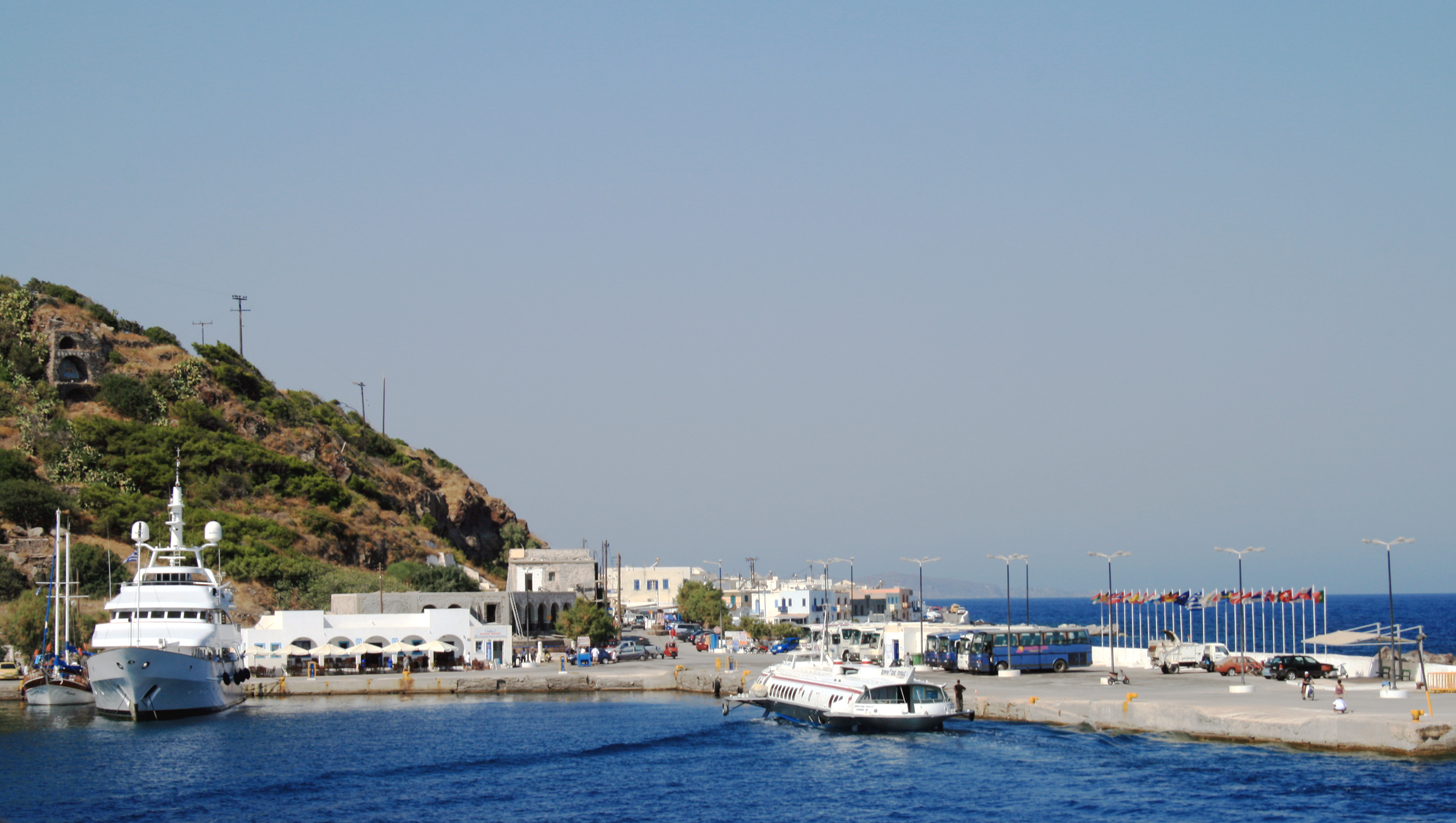
přístav v Madraki
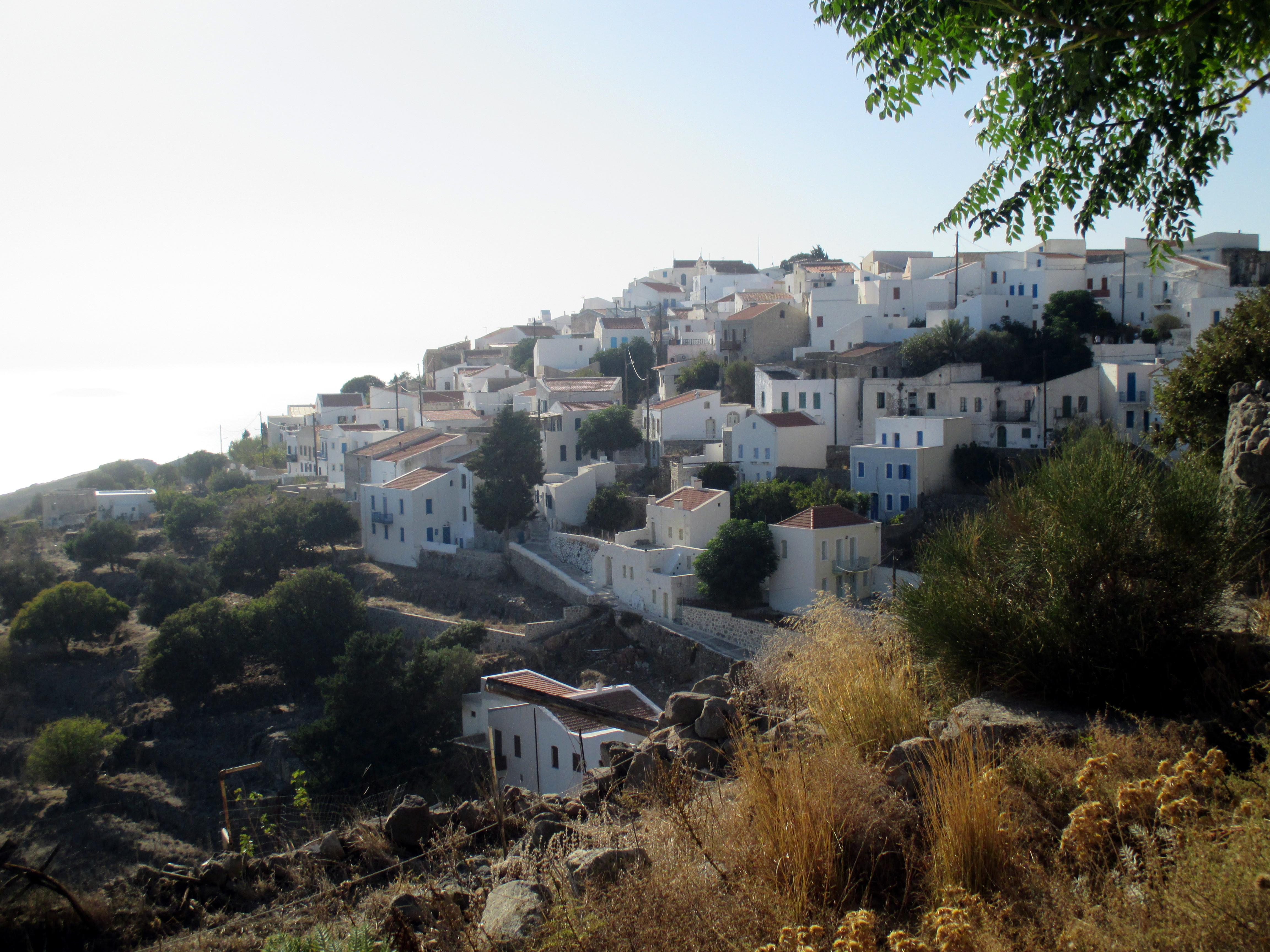
vesnice Nikia